# Tadeusz Złamaniec
{{Piłkarz infobox
```
|imię i nazwisko         = Tadeusz Złamaniec
|imię i nazwisko org     = 
|grafika                 = 
|opis grafiki            = 
|pełne imię i nazwisko   = 
|data urodzenia          = 
1960

|miejsce urodzenia       = 
Polska

|data śmierci            = 
|miejsce śmierci         = 
|wzrost                  = 
|pozycja                 = 
obrońca

|klub                    = 
|numer w klubie          = 
|kariera juniorska       = 
|kariera seniorska       = 
```

! 1975–1994 ! Stal Rzeszów
! 1994–1995 ! Stal Sanok
! 1995 ! Bieszczad Ustrzyki Dolne
! 1995 ! Stal Rzeszów
! 1995–2000 ! [[TG Sokół Sokołów Małopolski|Sokołowianka Sokołów Małopolski
!           ! → TG Sokół Sokołów Małopolski]]
```
|kariera reprezentacyjna = 
|kariera trenerska       = 
|medale                  = 
|odznaczenia             = 
|commons                 = 
|wikicytaty              = 
|www                     = 
```

}}
Tadeusz Złamaniec (ur. 1960) – polski piłkarz.

## Kariera
Urodził się w 1960. Jest wychowankiem Stali Rzeszów i trenera Władysława Patyckiego. W macierzystym klubie występował od 1975, następnie w latach 80. i na początku 90. Został rekordzistą w liczbie meczów w barwach rzeszowskiej Stali w drugim poziomie ligowym (247). W tej drużynie grał na pozycji lewego obrońcy. W połowie 1994 został zawodnikiem Stali Sanok, w barwach której grał do 1995. Z Sanoka w 1995 odszedł do Bieszczad Ustrzyki Dolne. Był także zawodnikiem i trenerem Sokołowianki Sokołów Małopolski od 1995 do 2000 (od 1998 pod nazwą TG Sokół).